# Cladocarpus vaga
Cladocarpus vaga is een hydroïdpoliep uit de familie Aglaopheniidae. De poliep komt uit het geslacht Cladocarpus. Cladocarpus vaga werd in 1918 voor het eerst wetenschappelijk beschreven door Briggs. 